# Inégalités hommes-femmes
Ne doit pas être confondu avec Discrimination envers les femmes, Comparaison biologique entre la femme et l'homme ou Différences sexuelles chez l'humain.
Inégalités de genre

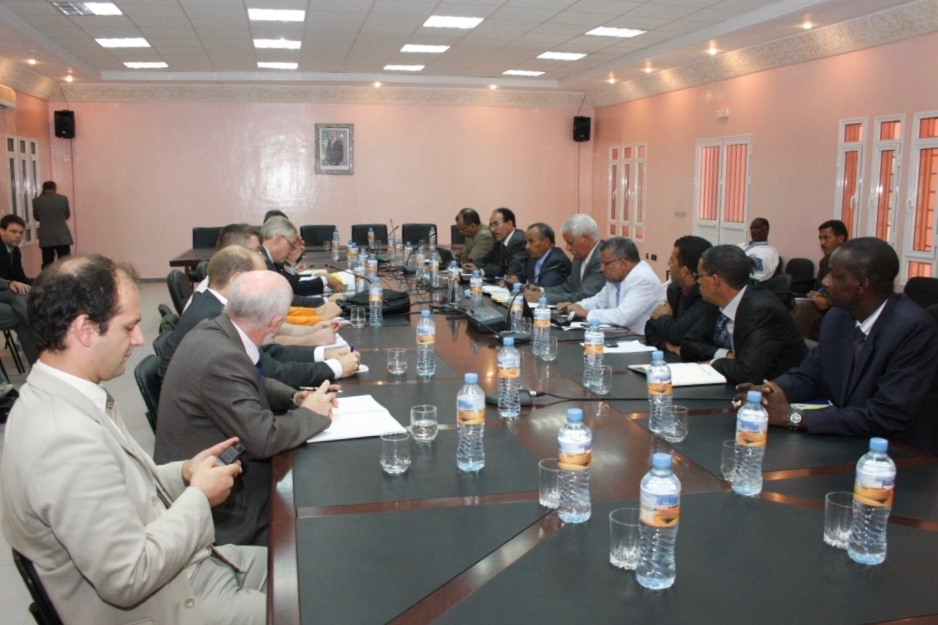
Illustration possible des inégalités : aucune femme n'est présente lors des négociations pour un accord de pêche entre la Mauritanie et l'Union européenne (2011).

Les inégalités hommes-femmes ou inégalités femmes-hommes, également appelées inégalités de genre voire plus rarement inégalités de sexe, sont l'ensemble des disparités sociales et juridiques qui défavorisent un sexe par rapport à un autre. Ces écarts de traitement et de droits, majoritairement en défaveur des femmes, et qui les empêchent de se réaliser, se retrouvent aussi bien dans des théories scientifiques, philosophiques ou religieuses que dans les faits, dans de nombreux domaines. Ces inégalités s'observent dans différents pays du monde que ce soit dans les médias, dans les arts, dans l'économie, les études, la politique, les salaires et les retraites mais aussi dans la sexualité, la justice, les mariages.
On constate une réduction des inégalités entre les femmes et les hommes au cours des dernières décennies. En matière d’éducation, de participation à la vie professionnelle ou politique de nombreuses évolutions ont été remarquées. Cependant l'égalité est loin d'être atteinte. Différents types d'inégalités, telles que les différences de salaire, les disparités en matière de sanctions pénales ou les déséquilibres dans le partage du travail domestique, persistent. Les inégalités de genre sont considérées comme des obstacles majeurs dans le développement humain. C'est le Programme des Nations unies pour le développement (PNUD) qui les mesure avec l'indice d'inégalité de genre (IIG).

## Origines d'une évolution
Le mouvement d'égalisation des droits entre les hommes et les femmes est assez récent. Il s'est notamment généralisé dans les sociétés occidentales dans les années 1960, avec les mouvements féministes qui s'y sont notamment développés dès la fin du XIXe siècle, avec des avancées marquées pour la période des années 1970-1990, mais faibles ou en déclin depuis.
Ce mouvement est plutôt resté circonscrit aux sociétés occidentales. Mais depuis peu, on peut voir des mouvements en faveur des droits des femmes se diversifier dans le monde entier. On peut ainsi citer le congrès sur le féminisme musulman à Barcelone du 3 au 5 novembre 2006, ou encore une série de lois indiennes dont la première date du 25 octobre 2006, ayant comme objectif de modifier une part importante du droit de la famille dans un sens égalitaire.
Malgré des initiatives des organisations supranationales en vue de résorber les inégalités en défaveur des femmes, via l'amélioration de la condition féminine, une part importante de la population ne considère pas cette évolution comme allant de soi, ces inégalités étant fortement ancrées dans les normes sociales. Dans l'enquête mondiale sur les valeurs 2016, seuls un homme sur dix et une femme sur sept ne manifestent pas « une forme ou une autre de préjugé explicite contre l’égalité des sexes »,.

## Théories

### Approches scientifiques
Le discours scientifique a, dès l'Antiquité, tenté d'expliquer des inégalités culturelles par des causes naturelles.
Depuis le XXe siècle, il existe des recherches pour déterminer les origines innées ou acquises de ces différences. Ainsi, certains scientifiques ont déterminé qu'il existait des différences cognitives entre les hommes et les femmes dès les premiers mois de la vie quand d'autres ont avancé que la différence des sexes est peu ou pas marquée avant deux ans.
Le discours scientifique, traditionnellement masculin — les femmes scientifiques constituant une minorité — conserve cependant beaucoup d'a priori.
On voit aujourd'hui une certaine recrudescence des discours scientifiques tentant d'établir des différences biologiques entre les femmes et les hommes. C'est le cas notamment des études sur les comportements différenciés et les réactions cérébrales (dimorphisme psychologique). Souvent en les prenant hors de leur contexte, on vulgarise ces études en disant notamment que les femmes sont plus émotionnelles que les hommes car elles ont l'hémisphère gauche du cerveau plus développé, tandis que les hommes, eux, usant plus de l'hémisphère droit, seraient plutôt scientifiques. Selon Catherine Vidal, ces observations sont très relatives, dans la mesure où les différences comportementales entre hommes et entre femmes sont — en moyenne — bien moins importantes que celles entre deux sujets,.
Un champ d'études se développe depuis plusieurs années — particulièrement aux États-Unis et en Angleterre — concernant les sciences et les inégalités de genre. Il s'agit de la philosophie féministe des sciences. Ce domaine de recherche, encore peu développé en France, est interdisciplinaire ; il étudie les rapports entre sciences et genre.

### Approches philosophiques
La philosophie des Lumières occidentale a posé, au moins dans ses principes, et par certains de ses membres, l'égalité entre hommes et femmes, appartenant au même genre humain : François Poullain de La Barre dans De l’égalité des sexes considère que l'infériorité féminine résulte d'un simple préjugé ; Claude-Adrien Helvétius dans De l'esprit, défend l'idée d'un cerveau égal pour les hommes et les femmes, et préconise, aux antipodes d'un Jean-Jacques Rousseau, une éducation identique pour les deux sexes ; en 1790, Nicolas de Condorcet dénonce le rôle de l'Église sur l'asservissement des femmes dans Sur l’admission des femmes au droit de cité. Il y décline l'humanisme des Lumières, et affirme à son tour la nécessité « que les femmes partagent l'instruction donnée aux hommes » dans Les Cinq mémoires sur l’instruction. La Déclaration des droits de l'homme et du citoyen de 1789 ne distingue pas hommes et femmes. Certains critiques ont vu dans ces idées une laïcisation de la vision chrétienne d'égalité des âmes et des personnes.
Au contraire, certains philosophes se sont opposés à l'égalité des sexes. Par exemple, Friedrich Nietzsche juge que l'idée d'égalité entre hommes et femmes est un préjugé chrétien qui témoigne d'un manque de profondeur.

### Approches religieuses
- Christianisme : les articles Ministères féminins dans le christianisme, Place des femmes dans l'Église catholique, Ordination des femmes.
- Islam : Rapport entre hommes et femmes dans l'islam
- Judaïsme : Femme rabbin
- Hindouisme : Place des femmes dans l'hindouisme

## Observation actuelle
Le Programme des Nations unies pour le développement (PNUD) mesure ces inégalités avec l'Indice d'inégalité de genre (IIG). Cet indice repose sur trois aspects : le taux de mortalité maternelle et le taux de fertilité des adolescentes, qui représentent la « santé reproductive », la part de sièges parlementaires occupés par des femmes et la part de femmes et d'hommes adultes âgés de 25 ans et plus ayant atteint au moins un niveau d'éducation secondaire (cela concerne « l'autonomisation »), et enfin les écarts de taux d'activité de la population active chez les femmes et les hommes âgés de 15 ans et plus, qui identifient le statut économique par la participation au marché du travail,. Si les disparités entre les femmes et les hommes sont importantes, l'indice d'inégalités de genre sera élevé.

### Dans le monde
Ces inégalités ne sont prises en compte au niveau international que tardivement. L'ONU organise la première conférence intergouvernementale sur les femmes au Mexique en 1975. La seconde a lieu à Copenhague en 1980, la troisième à Nairobi en 1985 et la quatrième conférence mondiale sur les femmes à Beijing en 1995. Lors de cette dernière, les 189 États ont adopté la Déclaration de Beijing (en) qui fixe des objectifs de réduction d'inégalités dans douze domaines (droits fondamentaux, éducation, place des femmes dans l'économie).
Une partie de ces objectifs est atteint en 2015 : le droit de vote des femmes progresse, de même que le taux de scolarisation des filles. Toutefois, l'inégalité des revenus s'est accentuée (en 2006, les femmes dans le monde gagnaient en moyenne 6 000 dollars par an contre 11 000 dollars pour les hommes ; en 2015, elles gagnaient 11 000 dollars contre 21 000 dollars pour les hommes).
La Convention sur l'élimination de toutes les formes de discrimination à l'égard des femmes adoptée en 1979 et ratifiée par 189 États en 2015, les oblige à rendre compte de leurs progrès mais cet accord international a une portée limitée car les États ont la possibilité d'émettre des réserves au nom de leurs traditions, religions ou cultures. Les femmes restent ainsi les premières victimes du trafic d'êtres humains dans le monde.
Le forum économique mondial publie depuis 2006 le Global Gender Gap Report, rapport annuel censé donner un panorama des inégalités « de genre » dans le monde à l’appui de quatre grands indicateurs : l’accès à l’éducation, la santé et l’espérance de vie, l’empowerment politique, la participation et les opportunités économiques. Cette étude qui permet de classer les pays doit être relativisée de par le caractère superficiel et trompeur des résultats d’ensemble d’une telle entreprise statistique, ainsi que des usages politiques qu'en font les pays.
En 2018, le Canada à l'initiative de Justin Trudeau met en place le Conseil consultatif sur l’égalité des sexes au G7, de façon que l’égalité des sexes et l’autonomisation des femmes soient pris en compte dans les délibérations du G7,.

### En Inde
En Inde, les femmes disposent d'une position sociale faible dans le milieu familial, cela cause un frein à leur scolarisation. Leur éducation est contrariée par la position sociale, la confession ou encore l'ethnie auxquelles elles appartiennent. Selon la famille, éduquer une fille est considéré comme inutile puisqu'elle est destinée à se marier afin de remplir son rôle au sein du foyer.

### En France

#### Dans la vie quotidienne
L'analyse de noms de rues à partir de jeux de données ouvertes met en évidence dans certaines villes une représentation plus importante des noms d'hommes par rapport aux noms de femmes.

#### Géographie urbaine sexuée
Il ressort d'études publiées dès 1996 par Jacqueline Coutras, puis à partir de 2008 par Sylvette Denèfle, Édith Maruéjouls, et d'autres auteurs, qu'en France les femmes et les hommes se comportent très différemment dans les espaces urbains. Les femmes, par peur des agressions, développent des stratégies d'évitement de certains lieux, et choisissent aussi des modes de déplacements en fonction du quartier, des horaires, du nombre d'hommes présents et de leurs attitudes (buveurs à un bar, vigiles, policiers, etc), des éclairages, mais aussi de leur propre habillement (tenue de soirée, sportive, etc) et de leur compagnie (accompagnée par un homme ou non). À partir de ces études est établi le constat que « les femmes n'ont pas l'insouciance des hommes », que les trajets en ville soulèvent des angoisses chez elles et que les « inégalités d’accès aux villes françaises pour les femmes apparaissent évidentes et naturelles, et passent pour cette raison même inaperçues ». En 2015, le Haut Conseil à l’égalité estime le phénomène très largement répandu et demande sa quantification précise,,,.

#### Éducation
En France, en 2011, 58 % des élèves diplômés dans l'enseignement supérieur sont des filles, mais il existe de grandes disparités selon les filières. En effet, concernant les classes préparatoires aux grandes écoles par exemple, seulement 41 % des élèves y sont des femmes ; dans les filières littéraires, elles sont 74 % ; elles sont uniquement 30 % en filières scientifiques. Des études sur l'éducation des femmes aux sciences, technologie, ingénierie et mathématiques confirment la sous-représentation des filles dans ces disciplines. En 2015-2016, les femmes représentent 57 % des étudiants à l’université contre 43 % en 1960-1961.
Une convention interministérielle a été signée en 2013, dont le but est d'éduquer à l'égalité dès le plus jeune âge et, à plus long terme, d'obtenir une mixité plus forte des filières de formation, quel que soit le niveau d'étude.
En 2014, l'annonce d'un programme scolaire expérimental, dénommé ABCD de l'égalité et visant à lutter contre les inégalités et les stéréotypes, fait l'objet d'une vaste polémique, en raison de la présentation, au sein du programme, des concepts de sexe et de genre. À la suite de déclarations de la ministre de l'éducation Najat Vallaud-Belkacem en tant que responsable des questions sociétales, ce programme se révèle être pour certains Français une tentative d'enseigner aux enfants qu'ils ne naissent pas fille ou garçon mais qu'ils peuvent construire leur identité de genre.
Dans une enquête publiée en juin 2023, le Centre d'études et de recherches sur les qualifications établit qu'au sein de la génération de jeunes ayant quitté le système éducatif en 2017, la moitié des femmes sont titulaires d’un diplôme de l’enseignement supérieur contre 40 % des hommes, pour respectivement 44 % et 35 % dans la génération 2010.

#### En santé
Sauf pour le tabagisme (qui augmente par rapport à celui des hommes), les Françaises ont des comportements plus favorables à la santé physique : elles boivent moins d'alcool que les hommes, et s'alimentent plus conformément aux recommandations nutritionnelles de l'OMS (hormis pour les produits sucrés [64 % vs 54 %]) ; par contre elles sont moins nombreuses à atteindre les recommandations de 30 minutes d’activité physique d’intensité modérée à élevée par jour (42 % vs 68 %). Selon le Baromètre 2021 de Santé publique France, en moyenne, 65 % des femmes de 15-18 ans se considèrent en bonne ou très bonne santé, contre 71 % des hommes, une différence qui se renforce chez les 25-34 ans (74% des hommes vs 82 % des femmes).

#### En politique
Les femmes ont longtemps eu un statut juridique inférieur à celui des hommes. L'incapacité juridique de l'épouse a été supprimée par la loi du 18 février 1938, tout acte juridique fait par une épouse sans l'autorisation de son mari avant cette date est juridiquement nul.
Leur égalité juridique n'est venue que dans les années 1960-70 (permission d'utiliser un carnet de chèque sans l'autorisation du mari, responsabilité parentale, etc.). Jusque dans les années 2000, les femmes n'avaient dans les faits qu'une place restreinte sur la scène politique.
En juillet 1999, une loi organique avait modifié la constitution pour donner une exception au principe d'égalité devant la loi. Jusqu'alors, aucune loi mentionnant le sexe ne pouvait être promulguée, car une telle loi était anticonstitutionnelle. Après le vote de cette modification de la constitution, des quotas pour l'accès des femmes aux mandats électoraux ont été mis en place en juin 2000. Il s'agit d'une des rares mesure de discrimination positive instaurée en France.
À la suite de la loi de 2000, les partis politiques français ont progressivement augmenté la représentation des femmes sur leurs listes, sous peine de payer des pénalités financières. En 2002, ils avaient encore payé en tout 7 millions d'euros de pénalités. Lors des élections législatives de 2017, La République en marche ! présente 50 % de femmes sur ses listes, le Mouvement démocrate 49 %, le Front national 49 %, le PCF 47 %, le PS 44,2 %, le PRG 53 % et Les Républicains 39 %.
Aux élections de 2017, la part des femmes élues à l'Assemblée nationale est de 38,82 %, soit le 16e rang mondial et le 4e de l'Union européenne, derrière la Suède avec 43,6 %, la Finlande avec 42 % et l'Espagne avec 39,1 %. En 2006, la France était au 84e rang mondial en termes de femmes élues à l'Assemblée nationale et 21e sur les 25 pays alors membres de l'Union européenne, puis 12e sur les 27 pays de l'Union en 2013. La moyenne européenne était de 24,15 % en 2010 ; pour comparaison la Suède en avait à cette date 47 %, les Pays-Bas 41,3 %, la Finlande 40 %, l'Espagne 36,6 %, l'Allemagne 32,8 %, l'Italie 21,3 %, le Royaume-Uni 19,4 %, la Lituanie 19,1 %, la France 18,9 %, la Roumanie 11,4 %, la Hongrie 11,2 % et Malte 8,7 %.
En 2013, la France était 2e de l'Union européenne en nombre de femmes ministres derrière la Suède. En 2010, la part des femmes dans le monde dirigeant politique et économique était de l'ordre de 17 %.
En 2014, la proportion de femmes élues en France au Parlement européen est de 43,2 %, alors qu'elle était de 44,4 % en 2009, 40,2 % en 1999, 21 % en 1989 et 22,2 % en 1979 (début de l'élection du Parlement au suffrage universel direct). Aux conseils régionaux, la proportion de femmes est de 47,8 % (915 femmes) en 2015 et était de 48 % (902 femmes) en 2010, 47,6 % en 2004, 27,5 % en 1998, 12,1 % en 1992 et 9 % en 1986. Au conseils départementaux, elle est de 49,5 % (2 145 femmes) en 2015 et était de 13,1 % (264 femmes) en 2008, 8,6 % en 1998, 4,1 % en 1988, 4,3 % en 1979, 1,3 % en 1970 et 1,1 % en 1961. Enfin, la proportion de femmes dans les conseils municipaux est de 40,3 % (212 059 femmes) en 2014, contre 35 % en 2008 (181 608 femmes), 21,7 % en 1995, 14 % en 1983, 4,4 % en 1971 et 2,4 % en 1959.
Alors qu'il y avait 6,8 % de femmes élues députées en novembre 1946, on n'en compte plus que 1,4 % en 1958, la tendance avait timidement remonté à partir de 1978 (4,3 %) pour atteindre 10,9 % en 1997 et 19,9 % entre 2007 et 2011. Une partie de la baisse de ce pourcentage s'expliquait par le recul du PCF, qui avait alors l'habitude de présenter bien plus de candidates femmes aux élections ainsi que de la réticence des autres partis politiques à présenter des femmes (que ce soit aux élections législatives de 1978 ou de 1981, les quatre partis de droite n'avaient présentés que 8 % de candidates féminines, généralement dans des circonscriptions peu « gagnables » : « les femmes sont la plupart du temps bien moins nombreuses parmi les candidats »). La baisse du nombre de femmes élues à partir de la fin des années 1950 s'expliqua selon la chercheuse Mariette Sineau par les institutions de la Ve République : alors que les scrutins de listes permettaient sous la IVe République l'élection de femmes non nécessairement placées en première position, le scrutin uninominal à deux tours des nouvelles règles législatives invita à élire une personnalité politique personnifiant le pouvoir électif, et qui revenait généralement pour Mariette Sineau aux notables locaux, souvent médecins, avocats ou notaires, et donc généralement des hommes. Le cumul des mandats et la non-limitation dans le temps du nombre de mandat nuisait également au renouvellement des postes, et ceci au détriment des femmes.
Les conseils départementaux sont les assemblées les plus féminisées de France après les conseils régionaux : de 27,5 % en 1998, ils passèrent à 47,6 % en 2004 (dont 51,2 % au conseil régional de la Martinique) en raison de la loi de parité de juin 2000 et sont désormais à 49,5 % en 2015. Malgré une féminisation à 47,8 % des conseils régionaux, il n'y a en 2015 que trois femmes présidentes de conseils régionaux sur 13, contre deux en 2011 (Ségolène Royal, pour les Poitou-Charentes et Marie-Marguerite Dufay pour le conseil régional de Franche-Comté).
| Élections                 | Date | Nombre de femmes | Nombre total d'élus | Pourcentage |
| ------------------------- | ---- | ---------------- | ------------------- | ----------- |
| Sénatoriales              | 2014 | 87               | 348                 | 25,0 %      |
| Législatives              | 2017 | 224              | 577                 | 38,8 %      |
| Européennes               | 2014 | 32               | 74                  | 43,2 %      |
| Régionales                | 2015 | 915              | 1 914               | 47,8 %      |
| Présidents de région      | 2015 | 3                | 13                  | 23,1 %      |
| Départementales           | 2015 | 2 145            | 4 333               | 49,5 %      |
| Présidents de département | 2015 | 10               | 101                 | 9,9 %       |
| Municipales               | 2014 | 212 059          | 525 761             | 40,3 %      |
| Maires                    | 2014 | 5 879            | 36 654              | 16,0 %      |

#### Dans le domaine du numérique

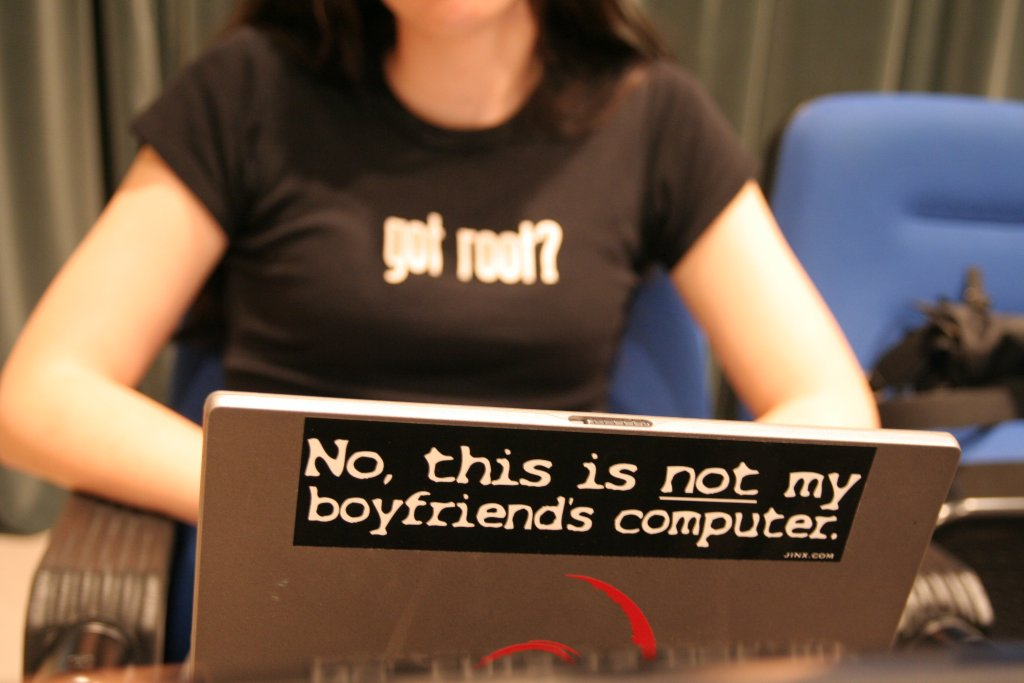
Non ce n'est pas l'ordinateur de mon petit ami précise le texte apposé sur le dos de cet ordinateur portable utilisé par une jeune femme. Le monde du numérique et de l'informatique est très masculin.

Dans le domaine de l'ingénierie informatique, du numérique et de la conception de jeux vidéo, les femmes sont très sous-représentées. En effet, en l'espace d'une vingtaine d'années, la présence féminine dans le secteur informatique a été divisée par deux. Entre 1983 et 2010, le taux des femmes ayant un diplôme de l'ingénierie est passé de 20.3 % à 11 %.

#### Dans la fonction publique
En 1984, les femmes forment 15 % des effectifs des cabinets ministériels.
En 2011, la fonction publique compte 51,7 % de femmes mais elles occupent seulement 20,3 % des postes de directions : ainsi, seulement 10 % des préfets sont des femmes, et 11 % des ambassadeurs et 8,5 % sont CRS,.

#### Dans la mortalité
Les hommes disposent à la naissance de 5,8 années d'espérance de vie en moins. Elles sont en partie expliquées par des activités professionnelles plus dangereuses. Ainsi, 94 % des décès qui surviennent sur le lieu de travail concernent des hommes : 98,5 % des ouvriers des bâtiments et 94 % des marins-pêcheurs - qui font partie des métiers les plus dangereux - sont des hommes.
Les hommes en France représentent 75 % des suicides.

#### Dans la vie familiale
En France, lors d'un divorce ou d'une séparation avec enfants, la garde de ceux-ci est, dans la majorité des cas, accordée à la femme. Le droit des pères, notamment en ce qui concerne la garde des enfants, y serait insuffisamment reconnu. Ainsi, si d'après Gérard Réverend, président de l'association Les papas=les mamans, à peine un père sur cinq (20 %) demande à avoir la résidence principale de son enfant, en 2009 selon le ministère de la Justice seulement un enfant sur douze (8 %) est confié au père, contre 74,6 % à la mère et 16,9 % en résidence alternée aux deux parents. D'après Marc Juston, juge aux affaires familiales à Tarascon, « les juges ne sont pas contre les pères » mais restent dans un « schéma où il est acquis que la mère doit garder son enfant et que le père doit se battre pour obtenir davantage ».

### Dans les arts
Dans le domaine artistique, les femmes sont souvent sous-représentées lors des attributions des récompenses, notamment dans les grands prix internationaux. L'une des causes dans le temps et selon les domaines est la part des femmes parmi les artistes, qui a pu être moindre dans certains secteurs artistiques à certaines périodes : par exemple, en 1929, année de la première cérémonie des Oscars pour le cinéma, il y avait peu ou pas de femmes réalisatrices. Malgré le fait que les femmes soient davantage présentes et visibles dans les arts, les remises de prix ont tendance à récompenser une minorité de femmes parmi les artistes et créateurs,.
À la date du 5 janvier 2016, les lauréats du prix Nobel de Littérature ne comprennent que 12 % de femmes. Cependant, le domaine de la littérature imaginaire (science-fiction incluse) a évolué et, en 1999, 36 % des membres professionnels des Science Fiction and Fantasy Writers of America sont des femmes.
Dans la bande dessinée, les femmes représentent 12,4 % des professionnels de la BD dans l'espace francophone et 13 % des auteurs en France, en 2015. Le festival international de la bande dessinée à Angoulême (France) a récompensé, entre sa création en 1974 et le 5 janvier 2016, 32 femmes et 250 hommes, soit 11 % de femmes auteurs. Ce festival a publié en janvier 2016 une liste des 30 prétendants au Grand Prix qui ne comportait aucune femme. En réaction, un collectif BD a protesté contre ce qu'il juge être de la discrimination sexuelle, et plusieurs auteurs, y compris parmi la liste des nommés, a demandé le retrait de leur nom de la liste. La catégorie où les femmes ont le plus été primées dans l'histoire de ce festival est le prix Cultura, qui est attribué par le public et non par le jury du festival (jusqu'au début 2016, 21 % des prix Cultura ont été octroyés à des femmes). À la date du 5 janvier 2016, le grand prix du festival avait été décerné à une seule femme en quarante-deux ans : Florence Cestac, en 2000. Concernant le prix Eisner — décerné aux États-Unis —, entre sa création en 1988 et janvier 2016, seulement 10 % des auteurs primés sont des femmes, avec certaines catégories de prix n'en ayant jamais récompensé ; le type de prix leur étant le plus attribué — et pour lequel elles sont majoritaires — concerne les publications pour adolescents (67 % des auteurs primés). Ce prix a récompensé, entre 1988 et le 5 janvier 2016 : 77 femmes et 696 hommes.
En ce qui concerne le cinéma, au 5 janvier 2016, les femmes représentaient 1 % des lauréats pour l'Oscar du meilleur réalisateur. À la même date, le Festival de Cannes avait attribué une seule fois la Palme d'Or à une femme, Jane Campion, pour La Leçon de piano.
En musique, début 2016, les femmes sont seulement 37 % à s'être vu attribuer le Grammy Award du meilleur album dans toute l'histoire des Grammy Awards.
En architecture, le prix Pritzker, créé en 1979, a récompensé bien moins de femmes que d'hommes et la première femme l'a été en 2004 ; ce sont : Zaha Hadid en 2004, Kazuyo Sejima en 2010, Carme Pigem en 2017, Yvonne Farrell et Shelley McNamara en 2020, et Anne Lacaton en 2021.

### Économie et entreprise

#### Études
Sur le plan mondial, la situation s'est améliorée depuis 1995, avec plus de filles alphabétisées (90 % en 2020 contre 80 %), et moins de filles déscolarisées (32 millions en primaire contre 65 millions 25 ans plus tôt).
La sous-représentation des femmes dans les domaines des mathématiques, des sciences physiques, des technologies et de l’ingénierie est constatée à l’échelle mondiale. La réduction de ce déséquilibre est souvent un objectif prioritaire dans les pays développés progressistes. Une étude contestée de 2018 argumente que plus un pays lutterait contre les inégalités de genre, moins les femmes feraient d'études scientifiques. L'explication avancée est que lorsque les femmes ont le choix (par exemple, pas d'exigence de salaire), elles s'orientent vers d'autres études que les sciences, qui ne les intéresseraient pas,.
Aux Olympiades mathématiques internationales, depuis leur création en 1959, seuls 8% des lycéens candidats sont des jeunes filles (1428 candidates sur 17445, données 2021). Parmi les pays ayant présenté un nombre significatif de plus de 50 candidats, l'Azerbaïdjan, la Corée du Nord et le Tadjikistan n'ont jamais présenté une seule candidate ; les États-Unis, le Japon, le Kazakhstan, la Pologne, Taïwan, la Tchécoslovaquie et le Turkménistan ont présenté moins de 3% de candidates ; au contraire, l'Albanie, la Bolivie et la Macédoine du Nord ont présenté plus de 20% de candidates. Parmi les pays ayant présenté un nombre significatif de plus de 250 candidats, seules la Bulgarie (9%) et la Finlande (10%) présentent plus de candidates que la moyenne (8%).

#### Salaires et revenus
Les salaires des femmes sont en moyenne plus faibles que ceux des hommes, même à poste et niveau de formation équivalents. Cette différence de revenus est généralement attribuée aux discriminations. D'après des chiffres de l'OCDE de 2012, une part de cet écart serait liée à la présence d'un enfant dans le foyer familial.
- En 2012, un rapport de l'OCDE établit qu'en France la différence de salaires médians entre femmes et hommes travaillant à temps plein dans la tranche 25-44 ans était quasiment nulle lorsqu'aucun enfant n'était présent dans la famille[77]. La différence s'établissait alors à 13 % en défaveur des femmes-mères par rapport aux hommes-pères lorsqu'un ou plusieurs enfants étaient présents dans le foyer.
- En 2016, le cabinet Glassdoor, reprend ces chiffres de l'OCDE[78]. Le Parisien prend partiellement appui sur ces chiffres et sur ceux d'un blog interne, pour conclure qu'à poste égal la différence de salaires entre femmes et hommes serait quasiment nulle (0,4 %) lorsqu'aucun enfant n'est présent dans la cellule familiale. Cependant, les femmes qui ont eu au moins un enfant gagnent 12,4 % de moins que les hommes[79]. Toutefois, une autre étude de Glassdoor de 2016 fait apparaître des écarts de salaires réels, dont des différences inexpliquées de 6,3 % pour la France[80].

Il est aussi possible que les écarts non mesurables par les offices statistiques, soient dus à des systèmes de prime, à la productivité, etc. En 2010, le salaire mensuel net moyen d’un homme travaillant à temps complet s’élevait à 2 263 euros, tandis que celui d’une femme était de 1 817 euros, soit un écart de 19,7 %. Cet écart varie selon les secteurs d'activité : d'après une enquête menée par l'INSEE, en 2013 dans le secteur privé, les femmes touchent un salaire net moyen annuel de 15 600 €, soit 28 % de moins que les hommes. Cette différence globale ne tient pas compte du niveau de qualification, de l'ancienneté ou de tout autre paramètre. Seules 46,9 % des femmes ont un emploi contre 55 % des hommes en 2014 en France. Selon un rapport de France Stratégie sur le coût économique des discriminations « si les femmes bénéficiaient d’un taux d’emploi et d’un salaire égal à leurs homologues masculins, le PIB de la France pourrait augmenter de 6,9 %. (…) Cela permettrait de rapporter 150 milliards d’euros et de faire augmenter les recettes publiques de 2 % ».
En 2010, les secteurs dans lesquels les écarts de salaires entre hommes et femmes sont les plus élevés sont la finance et l'assurance (26,7 %), les services aux entreprises (20 %) et le commerce (17,1 %). Dans les entreprises de 10 à 49 salariés, l'écart est de 12,2 %, il est de 18,9 % dans les entreprises de 2 000 salariés ou plus. En 2006, seulement 4,5 % de femmes siègent dans les conseils d'administration de grandes entreprises.

#### Retraites
Concernant les systèmes de retraite, les retraites par capitalisation (fonds de pension) désavantagent mécaniquement les femmes, contrairement aux systèmes par répartition qui eux avantagent nettement les femmes, les premiers étant calculés en fonction de l'espérance de vie. Ainsi, au Chili, en 2008, la différence entre une femme médecin et un homme ayant cotisé à un fonds de pension depuis 1981, date de son instauration par la junte militaire, sur les mêmes bases, était flagrante: 550 euros pour une femme et 945 euros pour un homme. Mais José Piñera, le ministre des finances qui a mis en place ce système, réfute cette assertion en avançant qu'il y a égalité des droits et non de fait. Les femmes auraient les mêmes droits que les hommes, et il serait de leur responsabilité de se former une retraite plus importante.

#### Emplois
Entre 1901 et 1930, on compte 7 millions de femmes salariées, contre 13 millions d'hommes ; dans l'entre-deux-guerres, elles sont 6,6 millions contre 12,7, en 1968 7,1 contre 12,7, en 1990 10,5 contre 13,5.
En 1982, les femmes représentaient 24,8 % des cadres et professions intellectuelles supérieures ; en 2009, elles sont 39,6 %. En 1965, 22 % des journalistes étaient des femmes, contre 45 % en 2009. Néanmoins, on assiste depuis quelques années à une féminisation accrue de certaines professions, au détriment des hommes. Ainsi, toujours en 2009, 54 % des médecins de moins de 40 ans sont des femmes. Les femmes représentent également 58 % des magistrats (77 % des reçus à l'école de la magistrature sont des femmes) et la moitié des avocats. En 1995, Michelle Perrot note néanmoins que « 70 % des femmes s'engouffrent dans 30 % des professions, dites féminines, et du même coup supposées sous-qualifiées et médiocrement payées ».
Au deuxième trimestre de 2011, on compte 226 000 chômeuses de plus de 50 ans contre 226 000 hommes, 728 000 chômeuses entre 25 et 49 ans contre 728 000 hommes et 291 000 chômeuses entre 15 et 24 ans, contre 345 000 jeunes hommes.
Une recherche menée en Suisse, a étudié l’impact du genre sur l’insertion professionnelle dans quatre secteurs d’activité où un sexe est sous-représenté : ingénierie, architecture, travail social, santé. Les résultats montrent des inégalités de genre d’une part entre les domaines féminisés et masculinisés, et d’autre part à l’intérieur de chaque domaine. Les conditions de travail sont globalement moins bonnes dans les domaines féminisés. Par ailleurs, à l’intérieur des domaines masculinisés, particulièrement en architecture, les femmes ont souvent de moins bonnes conditions objectives de travail que les hommes et se disent moins satisfaites. Dans ce même pays, une étude parue en 2022 indique que, malgré des tentatives de changement, le secteur de la finance compte nettement plus d'hommes que de femmes.
Dans le domaine financier, au niveau mondial, les estimations sont d'environ un quart de femmes parmi les travailleurs. De plus, la proportion de femmes diminue à mesure que le niveau technique de l'emploi augmente.

##### Emplois de direction
Dans le monde, seules 3 % des 500 plus grandes entreprises ont pour PDG une femme en 2018, même si la perception qu'en a l'opinion publique est plus élevée.
Les comités de direction ou comités exécutifs restent encore en 2020 peu féminisés, avec une part de dirigeantes de 12,8 % en Allemagne, 28,6 % aux États-Unis, 24,9 % en Suède ou encore 24,5 % en Grande Bretagne. Pour lutter en partie contre cet état de fait, l'Allemagne a mis en place une politique de quotas, interdisant aux entreprises cotées sur le DAX d'avoir un comité de direction exclusivement masculin. En France, Emmanuel Macron et Marlène Schiappa, en tant que ministre chargée des Droits des femmes, se sont engagés, en 2019, à mettre en place un quota minimum, mais y ont finalement renoncé.

#### Conditions de travail
- Les hommes sont plus exposés aux conditions de travail pénibles que les femmes[94] ;
- les hommes sont plus touchés par les accidents du travail[95] ;
- les hommes subissent plus de pressions sur le lieu de travail, où l'on considère qu'il est normal qu'ils finissent tard ou qu'ils travaillent à temps plein[95] ;
- les hommes sont victimes de remarques sexistes lorsqu'il est question de leur statut de père au sein de leur emploi. Ainsi Noam Leandri, président de l'Observatoire des Inégalités note que « Peu d'hommes prennent un congé paternité et lorsqu'ils le font, cela peut être perçu de manière négative »[95]

#### Précarité de logement
Les femmes sans-domicile bénéficient de conditions d’hébergement plus stables que les hommes. Ces derniers constituent la quasi-totalité de la population des sans-abri.

### Dans l'espace public et la vie sociale
De nombreux pays limitent l'accès des femmes à la vie sociale et à l'espace public, en particulier dans l'accès aux cafés et autres lieux de boisson, à l'instar du Québec, où il faut attendre 1981 pour que les femmes aient légalement un accès partiel aux tavernes.

### Dans le sport
Parmi les 210 fédérations de football affiliées à la Fifa, seules 142 (6 8%) ont une sélection féminine.
Aux Jeux olympiques d'été de Rio 2016, 45 % des athlètes étaient des femmes.

### Statistiques

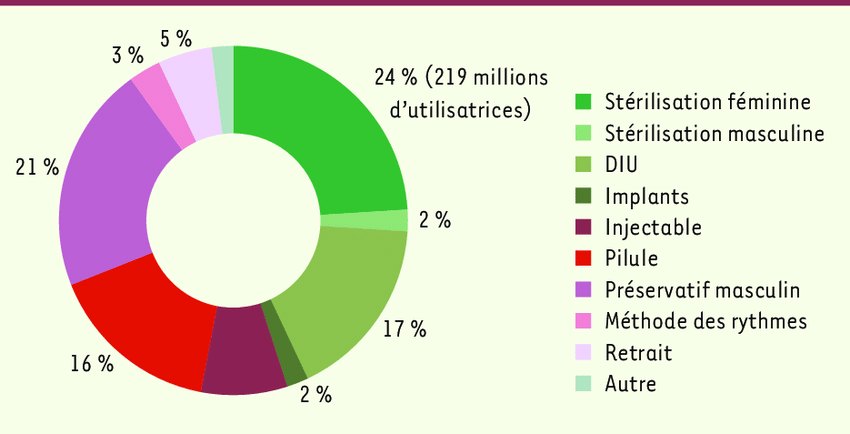
Dans les années 2020, la charge de la contraception est, dans le monde, principalement supportée par les femmes, alors que le préservatif est aussi le seul moyen de se prémunir contre les MST (ONU, 2022).

Les mutilations génitales féminines (notamment l'excision) sont interdites dans de nombreux pays mais y sont néanmoins pratiquées, en particulier dans certaines régions d'Afrique, d'Asie, et du Moyen Orient. En plus d'être effectuées sur des mineures, ces mutilations n'ont aucun avantage sur la santé et sont au contraire préjudiciables,.
À l'inverse, les sociétés occidentales interdisent l'excision mais tolèrent la circoncision rituelle, le plus souvent pratiquée sur des nourissons, enfants ou adolescents, notamment en France. Aux États-Unis, la plupart des garçons sont systématiquement circoncis à la naissance pour « raison d'hygiène ». La circoncision est pourtant une pratique controversée.
Une autre forme de violences contre les femmes entrainant des problèmes de santé, après les mutilations génitales féminines, est celle des grossesses précoces résultant notamment des mariages d'enfant et de l'utilisation du viol comme arme de guerre. Une grande partie des jeunes filles manquent aussi d'accès à l'éducation sexuelle puis à la contraception : en 2020, plus de la moitié des grossesses dans le monde étaient non désirées et en France en 2016, une grossesse sur 3 n'était pas prévue ; d'après l'ONU (2019) parmi environ 1,9 milliard de femmes en âge de procréer, 1,1 milliard souhaitaient une contraception et 10 % n'en ont utilisé aucune, faute d'accès à ces méthodes (avec une grande disparité d'accès selon les pays, régions et communautés). La stérilisation féminine, définitive, parfois forcée, est la plus utilisée (24 % des contraceptions), faute de connaissance et/ou d'accès à d'autres méthodes bien tolérées, et potentiellement réversibles (et protectrice contre les MST dans le cas du préservatif masculin) ;  outre la mortalité liée à ces grossesses, plus de deux millions de femmes sont atteintes de fistules obstétricales, une infirmité handicapante à la fois physiquement et socialement.
L'accès au divorce peut être limité[Où ?], notamment au divorce pour faute à la demande du mari. Certaines sociétés[Lesquelles ?] admettent encore également des sévices corporels à l'encontre des femmes, à la discrétion du mari[réf. nécessaire].
La polygamie, qui subsiste dans quelques rares sociétés, est presque toujours exclusivement masculine (un homme pour plusieurs femmes). Elle est interdite en France depuis 1945 et dans la plupart des pays développés.

### Mandats politiques
Le Rwanda est l'un des trois pays au monde, avec Cuba et la Bolivie, à avoir une majorité de femmes au sein de sa chambre basse : en 2019, sur les 80 sièges de la Chambre des députés, 51 sont occupés par des femmes. Ce fait est dû en grande partie à une politique de quotas mise en place après le génocide de 1994, et pourrait avoir été facilité par le très fort taux de participation des femmes au marché du travail, conséquence du déséquilibre démographique résultant de ce génocide, et des lois protectrices mises en place. Dans tous les autres pays, les femmes sont minoritaires.

### Justice
- Pour un même fait, les hommes sont plus souvent condamnés, alors que les femmes bénéficient plus souvent de relaxe[95] ;
- Pour un même fait, les hommes condamnés le sont plus souvent à de la prison ferme, alors que les femmes obtiennent plus souvent de la prison avec sursis[95] ;
- Les femmes comparaissent moins en justice que les hommes et de ce fait, bénéficieraient d'une image de victime[95].

Une étude de 2012 a mis en évidence, aux États-Unis, des inégalités très importantes en faveur des femmes dans toute la distribution des durées des peines, avec des écarts de durée de peine de plus de 60 % en moyenne, et a également montré que les femmes arrêtées sont plus susceptibles d'éviter entièrement les accusations et les condamnations, et deux fois plus susceptibles d'éviter l'incarcération en cas de condamnation. Une autre étude a montré que pour plusieurs catégories d'infractions, les femmes avaient moins de chance que les hommes d'être arrêtées à infraction égale, ce qui serait en partie dû à un biais des forces de l'ordre qui se montreraient plus indulgentes envers les femmes. Ces biais de genre ne sont pas nouveaux : des différences de traitement en faveur des femmes ont été observées au cours de procès londoniens au long des deux siècles derniers, ce qui serait dû à un comportement paternaliste de la part des membres masculins du système judiciaire.
Antoine Mégie, maître de conférence à l'université de Rouen et spécialiste de la justice antiterroriste, note que « d'un point de vue global, la justice est marquée par un biais de genre quant aux poursuites des femmes et pas seulement dans le domaine du terrorisme […] Lorsqu'on prend en compte l'idéologie de Daech, on considère que ces femmes semblent être écrasées par la domination masculine alors même que dans l'histoire de la violence politique, notamment avec Action directe, les femmes ont toujours été centrales ».

### Violence
En 2017, en France, 1,4 % des hommes et 1,2 % des femmes déclarent subir des violences physiques hors ménage. 74 % des victimes de violences sexuelles hors ménage sont des femmes et 26 % sont des hommes. 66 % des victimes de violences conjugales physiques ou sexuelles sont des femmes et 34 % des victimes sont des hommes.
Entre 2014 et 2016, en moyenne en France, 1,2 % des hommes et 1,5 % des femmes de 14 ans ou plus ont déclaré avoir subi des violences physiques hors ménage. Entre 2012 et 2016, 79 % des victimes de violences sexuelles hors ménage sont des femmes et 21 % sont des hommes. 66 % des victimes de violences conjugales physiques ou sexuelles sont des femmes et 34 % des victimes sont des hommes.
Sur la période 2010-2011, en France, 5,5 % des femmes et 4,7 % des hommes ont été victimes d'un ou plusieurs faits de violence physique ou sexuelle. 75 % des victimes de violences conjugales étaient des femmes et 25% des hommes.
Dans les cas de violences graves commises par les femmes, à cause du mouvement d'égalité sociale, on accepte moins que les femmes se déresponsabilisent (« Oui, j'ai tué mon mari, mais c'est parce qu'il me battait… »).
La faible importance de la délinquance féminine s'explique, pour Frédéric Ocqueteau par le fait que la violence féminine serait différente par nature de la violence masculine. Tandis que la violence masculine serait tournée vers l'extérieur, les femmes, par l'oppression masculine, retourneraient cette violence contre elles-mêmes : on a vu l'augmentation importante du nombre de jeunes filles afghanes mariées de force qui s'immolent par le feu. L'État n'est en mesure de s'occuper que de la première ; la seconde n'est pratiquement pas prise en compte par la société. Cette interprétation, de nature essentialiste (qui attribue une différence essentielle et permanente entre les hommes et les femmes), est très largement remise en cause, notamment au travers d'une posture constructiviste.
Au cours de leur vie, en France, 14,5 % des femmes et 3,9 % des hommes déclarent avoir vécu au moins une forme d’agression sexuelle, soit, selon l’enquête Virage (Violences et rapports de genre) réalisée par l’Institut national d’étude démographique (INED)[réf. incomplète]. Sur la seule année 2015, 580 000 femmes déclarent avoir été agressées sexuellement, contre 197 000 hommes, soit 75 et 25 %. L'écart est plus prononcé pour les viols et tentatives de viols, où 4 % des faits concernent des hommes (62 000 femmes pour 2 700 hommes). Ces chiffres sont toutefois à interpréter en prenant en compte le fait que, selon l'ONDRP, quand 10 femmes sur 100 déposent plainte à la suite de violences qu’elles ont subies, seuls 3 hommes sur 100 osent se tourner vers la justice.

#### Inégalités concernant la lutte contre les violences
Marlène Schiappa déclare le 5 octobre 2018 que « En France, rien n'existe pour les hommes victimes de violences sexuelles, même les numéros spéciaux sont réservés aux femmes ».
Les violences contre les hommes, en particulier conjugales, sont un sujet tabou. Elles ne sont ni reconnues, ni combattues par les pouvoirs publics. Au Canada, jusqu'en 1999, seules les femmes étaient interrogées lors d'enquêtes importantes sur la victimisation en milieu conjugal,,. Ils dénoncent également la sur-mortalité masculine, résultante d'une sous-prise en compte de la santé des hommes[réf. nécessaire].
En Suisse, selon une étude médicale, les formes les plus fréquentes de violences domestiques sont les violences envers les femmes par leur partenaire masculin, qui se manifestent surtout par des violences physiques, sexuelles ou psychologiques (sévères).
Les hommes, en tant que victimes, seraient davantage sujets à la calomnie et à la diffamation. Les garçons subiraient plus de châtiments corporels graves et de négligences. A Genève, selon Killias, 25 % des hommes en auraient été victimes au cours de leur vie.